# Nooh al-Mousa
Nooh al-Mousa (arabisch نوح الموسى, DMG Nūḥ al-Mūsā; * 23. Februar 1991) ist ein saudi-arabischer Fußballspieler.

## Karriere

### Verein
Seine Laufbahn begann er in der Jugend von al-Fateh, wo er von der U23 zur Saison 2012/13 fest in die erste Mannschaft wechselte. Hier verblieb er bis zum Ende der Saison 2017/18 und wurde im ersten Halbjahr 2018 nach Spanien zu Real Valladolid verliehen. Hier kam er nicht zum Einsatz. Zur Spielzeit 2018/19 wechselte er anschließend in den Kader von al-Ahli. Seit der Runde 2022/23 steht er wieder bei al-Fateh unter Vertrag.

### Nationalmannschaft
Seinen ersten Einsatz für die A-Nationalmannschaft hatte er am 7. November 2017 einen Startelfeinsatz bei einem 2:0-Freundschaftsspielsieg über Lettland. In der 76. Minute wurde er für Abdulmajeed al-Sulayhem ausgewechselt. Nach ein paar weiteren Freundschaftsspielen nahm er mit seiner Mannschaft am Golfpokal 2017 teil. Bei der Asienmeisterschaft 2019 hatte er im Gruppenspiel gegen Katar per Einwechslung ein paar Spielminuten.